# Список творів Сергія Борткевича
Ця стаття містить список музичних творів композитора Сергія Борткевича. Світло-сірим кольором позначені твори, що нині втрачені.
| Опус | Назва твору                                                                                 | Жанр              | Частини | Рік  | Примітка |
| ---- | ------------------------------------------------------------------------------------------- | ----------------- | --- | ---- | --- |
| 1    | Концерт для фортепіано з оркестром                                                          | концерт           | | 1904 | знищений композитором одразу після прем'єри; матеріал використано в Концерті для фортепіано з оркестром № 2, op. 28 |
| 2    | Шість пісень для голосу і фортепіано                                                        | пісні             | 1. Jugendtöne 2. Es war einmal 3. Minnelied 4. Glück 5. Wunsch 6. Sie saßen und tranken am Teetisch | 1904 | на слова Еми Дестіннової (1,2), Ерни Хайнеманн (3,4) та Генріха Гейне (5,6)                                         |
| 3    | Чотири п'єси для фортепіано                                                                 | фортепіано        | 1. Capriccio 2. Etude 3. Gavotte-Caprice 4. «Primula veris» | 1906 | присвячені Альфреду Райзенауеру, графині Остен-Закеній, Софії Борткевич та Джульєтті Чариній відповідно             |
| 4    | Impressions. Сім п'єс для фортепіано                                                        | фортепіано        | 1. Vieux Portrait 2. Etude D'oiseaux 3. Tempête 4. Après la pluie 5. Bergers et Bergères 6. Au clair de la lune 7. Bal Masqué | 1905 | присвячені Ксаверу Шарвенці                                                                                         |
| 5    | Minuit. Дві п'єси                                                                           | фортепіано        | | 1907 | присвячені Ернсту Зегеру                                                                                            |
| 6    | Три п'єси                                                                                   | фортепіано        | 1. Prelude 2. Valse triste 3. Etude | 1906 | присвячені Гаральду Андре                                                                                           |
| 7    | Дві п'єси                                                                                   | фортепіано        | 1. Mélodie 2. Menuet-fantasie | 1908 | присвячені Едгару Смоляну                                                                                           |
| 8    | Esquisses de Crimée (Кримські замальовки)                                                   | фортепіано        | 1. Les Rochers d'Outche-Coche 2. Caprices de la Mer 3. Les Promenades d'Aloupka 1. Idylle Orientale 2. Chaos | 1908 | присвячені Джульєтті Чариній                                                                                        |
| 9    | Соната для фортепіано № 1 сі мажор                                                          | фортепіано        | 1. Allegro ma non troppo 2. Andante mesto e molto espressivo 3. Presto | 1907 | |
| 10   | Чотири п'єси для фортепіано                                                                 | фортепіано        | 1. Ballade 2. Mazurka 3. Etude («Fontaine luminuese») 4. Etude | 1908 | присвячені Паулю де Коне                                                                                            |
| 11   | 6 Pensées Lyriques (Шість ліричних думок)                                                   | фортепіано        | | 1909 | присвячені Емі Дестінновій                                                                                          |
| 12   | Три п'єси                                                                                   | фортепіано        | 1. Mazurka 2. Gavotte 3. Polonaise | 1910 | присвячені Джоланді Меро                                                                                            |
| 13   | Шість прелюдій                                                                              | фортепіано        | | 1910 | |
| 14   | From My Childhood (З мого дитинства), шість п'єс для фортепіано                             | фортепіано        | 1. What the Nurse Sang 2. The Dark Room 3. The Dancing Lesson 4. First Love 5. First Sorrow 6. When I am a Man | 1911 | |
| 15   | Десять етюдів для фортепіано                                                                | фортепіано        | | 1911 | присвячені Альфреду Райзенауеру                                                                                     |
| 16   | Концерт для фортепіано з оркестром № 1                                                      | концерт           | 1. Lento, Allegro deciso 2. Andante sostenuto 3. Molto vivace e con brio | 1912 | присвячений Єлизаветі Борткевич                                                                                     |
| 16b  | Концерт для фортепіано з оркестром № 1                                                      | фортепіано        | | 1912 | аранжування для двох фортепіано                                                                                     |
| 17   | Lamentations et Consolations (Плач і розрада), дві книги по чотири п'єси для фортепіано     | фортепіано        | | 1913 | перша книга присвячена Моріцу Розенталю, друга — Вірі де Беренс                                                     |
| 18   | Russische Tänze (Російські танці)                                                           | оркестровий твір  | | 1914 | присвячені професору Луї Терну                                                                                      |
| 18b  | Russische Tänze (Російські танці)                                                           | фортепіано        | | 1914 | аранжування для фортепіано в чотири руки                                                                            |
| 19   | Симфонічна поема «Отелло»                                                                   | оркестровий твір  | | 1914 | за одноіменною п'єсою Вільяма Шекспіра                                                                              |
| 19b  | Симфонічна поема «Отелло»                                                                   | фортепіано        | | 1914 | аранжування для двох фортепіано                                                                                     |
| 20   | Концерт для віолончелі з оркестром                                                          | концерт           | | 1915 | присвячений Паулю де Коне                                                                                           |
| 20b  | Концерт для віолончелі з оркестром                                                          | камерна музика    | | 1915 | аранжування для віолончелі та фортепіано                                                                            |
| 21   | Der kleine Wanderer (Маленький мандрівник)                                                  | фортепіано        | 1. Vorbereitung zur Reise 2. Im Schlitten 3. Das Lebewohl 4. Abfahrt des Zuges 5. Durch die Steppe 6. In Polen [Der kleine Zigeuner] [An der Donau] [Der schreckliche Abgrand] 7. Venedig (Gondellied) [Rom] 8. Neapel (Volkslied) 9. Frankreich (Volkslied) 10. Spanien (Serenade) 11. England (Schottischer Tanz) 12. Alt-Deutschland 13. Norwegen [In die Heimat zurück] | 1922 | присвячений Томасу Сеттлу; перше видання містило 18 п'єс, 5 із них були виключені з наступних видань                |
| 22   | Концерт для скрипки з оркестром                                                             | концерт           | | 1923 | присвячений Франті Сміту                                                                                            |
| 22b  | Концерт для скрипки з оркестром                                                             | камерна музика    | | 1923 | аранжування для скрипки та фортепіано                                                                               |
| 23   | Сім віршів Поля Верлена                                                                     | пісні             | 1. Ueberdem Walde leuchtet der Mond 2. Grün 3. Ein schwarzer düst'rer Traum 4. Das Klavier liebkost von dem Händchen 5. Es weinet mein Herz 6. Die Frau und die Katze 7. Der Himmel dort über dem Dach | 1918 | |
| 24   | Три п'єси для фортепіано                                                                    | фортепіано        | 1. Nocturne (Diana) 2. Valse Grotesque (Satyre) 3. Impromptu (Eros) | 1922 | присвячені Наталії Хапоніч                                                                                          |
| 25   | Три п'єси для фортепіано та віолончелі                                                      | камерна музика    | 1. Romance 2. Gavotte 3. Valse | 1924 | |
| 26   | Соната для скрипки та фортепіано соль мінор                                                 | камерна музика    | 1. Sostenuto — Allegro dramatico 2. Andante 3. Allegro vivace e con brio | 1924 | |
| 27   | Три вальси                                                                                  | фортепіано        | 1. La gracieuse 2. La mélancolique 3. La viennoise | 1924 | присвячені Любці Колессі                                                                                            |
| 28   | Концерт для фортепіано з оркестром № 2 для лівої руки                                       | концерт           | | 1924 | присвячений Паулю Вітгенштайну                                                                                      |
| 28b  | Концерт для фортепіано з оркестром № 2 для лівої руки                                       | фортепіано        | | 1924 | аранжування для фортепіано соло                                                                                     |
| 28c  | Концерт для фортепіано з оркестром № 2 для лівої руки                                       | фортепіано        | | 1924 | аранжування для двох фортепіано                                                                                     |
| 29   | Дванадцять нових етюдів для фортепіано                                                      | фортепіано        | 1. La blonde 2. La rousse 3. La brune 4. Le philosophe 5. Le poète, pour la main gauche seule 6. Le héros 7. Le mystérieux inconnu 8. Le jongleur 9. Celuiqui aime au clair de la lune. Etude du tremolo 10. Don Quichotte 11. Hamlet 12. Falstaff | 1924 | дві книги по шість етюдів; присвячені Хуго ван Далену                                                               |
| 30   | Aus Andersen's Märchen (З казок Андерсена), 12 п'єс для фортепіано                          | фортепіано        | 1. Die Prinzessin auf der Erbse 2. Die Glocke 3. Der standhafte Zinnsoldat 4. Der Engel 5. Die Blumen der kleinen Ida 6. Die Nachtigall 7. Es ist ganz gewiß 8. Das Kind im Grabe 9. Der Schmetterling 10. Das häßliche junge Entelein 11. Goldschatz 12. Das eherne Schwein                                                                                                | 1925 | присвячені Аббі де Авіретт                                                                                          |
| 31   | Russische Weisen und Tänze (Російські мелодії і танці), 6 п'єс для фортепіано в чотири руки | фортепіано        | | 1926 | присвячені Грейс Дайк                                                                                               |
| 32   | Концерт для фортепіано з оркестром № 3 «Per Aspera ad Astra»                                | концерт           | | 1927 | присвячений Паулю де Коне                                                                                           |
| 32b  | Концерт для фортепіано з оркестром № 3 «Per Aspera ad Astra»                                | фортепіано        | | 1927 | аранжування для двох фортепіано                                                                                     |
| 33   | Десять прелюдій                                                                             | фортепіано        | | 1927 | |
| 34   | Träume («Nox erat — et caelo fulgebat luna serena»). Ноктюрн для оркестру                   | оркестровий твір  | | 1927 | |
| 35   | Ein Roman (Роман)                                                                           | фортепіано        | 1. Begegnung 2. Plauderei 3. Erwachende Liebe 4. Auf dem Ball 5. Enttäuschung 6. Vorwürfe 7. Ein Brief 8. Höchstes Glück | 1928 | присвячений професору Ісидору Філіпу                                                                                |
| 36   | Соната для віолончелі та фортепіано                                                         | камерна музика    | 1. Allegro moderato 2. Allegro con molto 3. Theme can variezione | 1924 | |
| 37   | «Тисяча й одна ніч», східна балетна сюїта                                                   | балет             | 1. Der Kalif Harun-al-Raschid 2. Geschichte des armen Fischers 3. Tanz der jungen Mädchen 4. Orientalischer Tanz 5. Das verzauberte Schloß 6. Zobeïde 7. Tanz der Trauer 8. Tanz der drei Schwestern (Zobeïde, Sofie und Amine) 9. Bacchanale 10. Der böse Zauberer entschluepft aus der Flasche                                                                            | 1926 | присвячена Вальдемару Рунге                                                                                         |
| 38   | Тріо для фортепіано, скрипки та віолончелі                                                  | камерна музика    | | 1925 | |
| 39   | Kindheit (Дитинство), 14 п'єс                                                               | фортепіано        | 1. Karl Iwanowitsch, der Lehrer 2. Maman 3. Der Vater 4. Grischa, der wandernde Mönch 5. Katienka & Liubotschka 6. Kindheit 7. Natalia Sawischna, die Amme 8. Die Jagd 9. Robinson-Spiele 10. Vielleicht erste Liebe 11. Die Gäste kommen 12. Quadrille 13. Mazurka 14. Der Tod der Mutter                                                                                  | 1930 | за одноіменним романом Льва Толстого                                                                                |
| 39b  | Kindheit (Дитинство), 14 п'єс                                                               | камерна музика    | | 1930 | аранжування для струнного квартету та фортепіано                                                                    |
| 39c  | Сюїта з «Дитинства»                                                                         | оркестрова музика | 1. Karl Iwanowitsch, der Lehrer 4. Grischa, der wandernde Mönch 5. Katienka & Liubotschka 8. Die Jagd 10. Vielleicht erste Liebe 11. Die Gäste kommen | 1938 | аранжування для струнного оркестру 1, 4, 5, 8, 10 і 11 п'єс                                                         |
| 40   | Сім прелюдій                                                                                | фортепіано        | | 1931 | присвячені Марії Нойшеллер                                                                                          |
| 41   | Сюїта для віолончелі соло                                                                   | камерна музика    | 1. Praludium 2. Russicaia I 3. Mazurka 4. Walzer 5. Tango 6. Russicaia II | 1928 | |